# Sovereign Harbour
Sovereign Harbour is een recreatie-complex met jachthaven en woningen (recreatie en vaste bewoning) ten oosten van Eastbourne, Engeland. Het gebied waar dit grootschalige project gerealiseerd is heette oorspronkelijk The Crumbles maar nu wordt het gehele woon-,werk- en havencomplex aangeduid als Sovereign Harbour
De jachthaven bestaat uit een aantal onderling verbonden havens en rondom deze havens zijn woningen en een aantal bedrijven gebouwd: zowel gericht op watersport alsook algemeen vermaak

## De havens

### Buitenhaven
De buitenhaven (Outer Harbour), in open verbinding met de zee, is alleen in gebruik als toegang tot de sluizen naar de jachthaven en als ligplaats voor de lokale reddingsboot.

### Binnenhaven
Direct achter de sluizen ligt de centrale binnenhaven (inner-harbour) die gebruikt wordt voor de algemene jachthaven met vaste ligplaatsen en ligplaatsen voor passanten. Deze haven is als eerste aangelegd aan het einde van de jaren 80 van de vorige eeuw. Deze haven biedt toegang tot de (onderstaande) andere havens.

### Noordhaven
De Northern Harbour is de laatste ontwikkeling van het complex, en is tevens de grootste haven. Rond deze haven zijn woningen aangelegd, en de eigenaren van deze huizen en appartementen zijn de hoofdgebruikers van deze haven.
Daarnaast wordt de haven gebruikt om schepen in en uit het water te halen met de schepenlift en tevens vindt de lokale vissersvloot er ligplaats. De haven is toegankelijk via een beweegbare brug vanuit de binnenhaven.

### West- en Zuidhaven
De twee resterende havens zijn veel kleiner in oppervlak en exclusief bestemd voor de bewoners van de woningen rond deze havens.

### Jachthaven
Dit is geen eigen havenkom, maar is de faciliteit in de binnenhaven. Het biedt plaats aan een groot aantal vaste ligplaatshouders en passanten. De haven heeft een zelfbedienings brandstofsteiger direct achter de sluizen, en kan dag en nacht gebruikt worden.
Daarnaast zijn er de standaard faciliteiten als toiletten, douches, was- en droogautomaten. Het oorspronkelijke gebouw met deze faciliteiten is recent vervangen door een nieuw gebouw.
Er is ook een jachtclub voor vaste ligplaats houders, en het clubhuis is ook toegankelijk voor opvarenden van bezoekende jachten.

### Sluizencomplex
Tussen de binnen en buitenhaven is een dubbele schutsluis aangelegd die dag en nacht bediend wordt. Via een uitgebaggerde vaargeul zijn de sluizen bij elke stand van het tij bereikbaar. Diep stekende schepen wordt geadviseerd om bij laag water eerst contact op te nemen met de havenmeester om informatie in te winnen over de actuele diepte: de geul heeft de neiging snel dicht te slibben. Regelmatig baggerwerk moet de geul op diepte houden, maar als dit onderhoud al langere tijd niet gedaan is kunnen deze schepen hier hinder van ondervinden.
Door het schutten bij lagere waterstanden dan het havenpeil verliest de haven langzaam water. Dit wordt vervolgens weer op peil gebracht door bij hoogwater een van de twee sluizen op een kier te zetten zodat er vers zeewater de haven instroomt. Op deze manier wordt ook het water in de binnenhavens ververst.

### Reddingsboot
De jachthaven is tevens de ligplaats van de all weather lifeboat de RoyalThames 12-36. Als de buitenhaven voldoende diep is (en dus nog niet opnieuw is dichtgeslibd na het uitbaggeren) ligt de 12-36 daar buiten de sluizen. Als de buitenhaven onvoldoende diepgang heeft voor de reddingsboot bij laag water, verhuist de boot naar een van de sluiskolken en zorgen de sluiswachters ervoor dat die kom zodanig geschut wordt dat de reddingboot zo snel mogelijk kan uitvaren. Met andere woorden: als er net schepen naar binnen geschut zijn wordt vervolgens die kom direct weer naar zee geschut ook al zijn er geen schepen die naar buiten hoeven te schutten: zo kan de reddingboot zeer snel uitvaren bij een oproep.

## Bebouwing
Rondom de diverse havens zijn een groot aantal appartementen gebouwd in diverse uitvoeringen. De woningen variëren van tweekamerappartementen tot grote stadswoningen (town-houses).
Veel woningen bieden een bijbehorende ligplaats voor een jacht, en een betrekkelijk klein aantal woningen beschikken over tuin met een eigen steiger en ligplaats.
Aan een van de oevers van de binnenhaven is een complex met bedrijven. Er zijn een aantal horeca-gelegenheden, een makelaar en andere dienstverlenende bedrijven. Achter deze bedrijven staan enkele grote loodsen voor scheepsonderhoud en winterberging van jachten.

## Winkelcentrum
Grenzend aan het complex ligt een groots opgezette winkelgebied met een aantal grote winkels. Hoewel het eigenlijk geen deel uitmaakt van het complex wordt met name de aldaar gevestigde supermarkt gebruikt door de bewoners en jacht-eigenaren. Het winkelcomplex ligt rond een groot parkeerterrein voor bezoekers uit Eastbourne en omgeving. Naast de winkels is er tevens een grote bioscoop en een fastfood restaurant.

## Eastbourne
Souvereign Harbour ligt op enkele kilometers van de stad Eastbourne. De stad heeft verder geen haven en daardoor wordt deze haven ook wel aangeduid als Eastbourne Marina.